# Iluminismo americano
O Iluminismo Americano foi um período de fervor intelectual e filosófico nas treze colônias americanas nos séculos XVII a XIX, que levou à Revolução Americana e à criação dos Estados Unidos da América. O Iluminismo americano foi influenciado pela Era do Iluminismo dos séculos XVII e XVIII na Europa e pela filosofia nativa americana. De acordo com James MacGregor Burns, o espírito do Iluminismo americano era dar aos ideais do Iluminismo uma forma prática e útil na vida da nação e do seu povo.
Uma filosofia moral não denominacional substituiu a teologia em muitos currículos nas universidades locais. Algumas faculdades reformaram seus currículos para incluir filosofia natural (ciências), astronomia moderna e matemática, e foram fundadas faculdades de "novo modelo" no estilo americano. Politicamente, a época distingue-se pela ênfase na igualdade perante a lei, na liberdade económica, no republicanismo e na tolerância religiosa, conforme claramente expresso na Declaração de Independência dos Estados Unidos.
Entre os principais representantes do Iluminismo americano estavam presidentes de faculdades, incluindo os líderes religiosos puritanos Jonathan Edwards, Thomas Clap e Ezra Stiles, e os filósofos morais anglicanos Samuel Johnson e William Smith. Os principais pensadores políticos foram John Adams, James Madison, Thomas Paine, George Mason, James Wilson, Ethan Allen e Alexander Hamilton, e os polímatas Benjamin Franklin e Thomas Jefferson.
O termo "Iluminismo Americano" foi cunhado na era pós-Segunda Guerra Mundial e não foi usado no século XVIII, quando os falantes da língua inglesa comumente se referiam a um processo de tornar-se "iluminado".

## Histórico
Várias periodizações foram propostas para o Iluminismo americano, incluindo os anos entre 1750-1820, 1765-1815, e 1688-1815. Uma data de início mais precisa proposta é 1714, quando uma coleção de livros iluministas de Jeremiah Dummer foi doada à biblioteca da faculdade da Universidade de Yale, em Connecticut. Eles foram recebidos pelo estudante de pós-graduação Samuel Johnson, que os estudou, descobrindo que eles contradiziam seu aprendizado puritano. Ele escreveu que, "Tudo isso foi como uma inundação do dia para o seu baixo estado de espírito", e que ele se viu como se "emergisse do brilho do crepúsculo para o pleno sol do dia aberto". Dois anos depois, em 1716, como tutor, Johnson introduziu um novo currículo em Yale usando os livros iluministas doados por Dummer. Johnson ofereceu o que chamou de "The New Learning", que incluía as obras e ideias de Francis Bacon, John Locke, Isaac Newton, Robert Boyle, Copérnico e obras literárias de Shakespeare, John Milton e Joseph Addison. As ideias iluministas foram apresentadas aos colonos e difundidas através das redes educacionais e religiosas puritanas, especialmente através do Yale College em 1718.

## Tolerância religiosa
Os Pais Fundadores Iluminados, especialmente Benjamin Franklin, Thomas Jefferson, James Madison e George Washington, buscaram e eventualmente alcançaram a liberdade religiosa para denominações minoritárias. De acordo com os Pais Fundadores, os Estados Unidos deveriam ser uma terra de liberdade onde povos de todas as religiões pudessem viver em paz e em benefício mútuo. Madison resumiu esse ideal em 1792 dizendo: “A consciência é a mais sagrada de todas as propriedades”.
A mudança da religião estabelecida para a tolerância religiosa foi uma das características distintivas da era de 1775 a 1818. A ratificação da Constituição de Connecticut em 1818 foi proposta como uma data para o triunfo, se não o fim, do Iluminismo americano. Essa nova constituição derrubou a "Ordem Permanente" de 180 anos e a Carta de Connecticut de 1662, cujas disposições remontavam à fundação do estado em 1638 e às Ordens Fundamentais de Connecticut. A nova constituição garantiu a liberdade religiosa e desestabilizou a Igreja Congregacional.

## Correntes intelectuais
O Iluminismo americano, por um lado, cresceu a partir de obras de influentes pensadores políticos europeus, como Locke, Michel De Montaigne, e Jean Jacques Rousseau, que derivou ideias sobre democracia ao admirar relatos de estruturas governamentais indígenas americanas trazidas por viajantes europeus para o novo mundo no século XVI. Conceitos de liberdade e ideais democráticos modernos surgiram a partir de " Nativos Americanos" e foi incorporada por Voltaire.
Enquanto entre 1714 e 1818, ocorreu uma mudança intelectual que parecia mudar as colônias britânicas da América de um remanso distante para um líder em vários campos—filosofia moral, reforma educacional, renascimento religioso, Tecnologia industrial, Ciência e, mais notavelmente, filosofia política, as raízes dessa mudança foram cultivadas internamente. A América viu um consenso sobre uma estrutura política baseada na "busca da felicidade" baseada em grande parte em fontes nativas, embora mal compreendidas. As tentativas de conciliar Ciência e religião às vezes resultaram em uma rejeição da profecia, milagre, e religião revelada, resultando em uma inclinação para deísmo entre alguns dos principais líderes políticos da época.
Uma filosofia moral não denominacional substituiu a teologia em muitos currículos universitários. O Yale College e o College of William & Mary foram reformados. Até mesmo faculdades puritanas como o College of New Jersey (agora Universidade de Princeton) e a Universidade Harvard reformaram seus currículos para incluir disciplinas e cursos como filosofia natural (ciência), astronomia moderna e matemática. Além disso, foram fundadas faculdades de "novo modelo" de estilo americano, como King's College New York (agora Universidade Columbia ) e o College of Philadelphia (agora Universidade da Pennsylvania).